# Крофорд, Адер
Адер Кро́форд (англ. Adair Crawford; 1748 — 29 июля 1795) — шотландский врач и химик.
В 1790 г. вместе с Уильямом Крюйкшенком пришёл к выводу о содержании в минерале стронцианите нового элемента, позднее названного стронцием. Был также — в труде «Опыты и наблюдения над животным теплом, а также Воспламенение горючих тел» (англ. Experiments and Observations on Animal Heat, and the Inflammation of Combustible Bodies; 1779) — одним из пионеров калориметрии.